# Bataille de Kirchheimbolanden
Insurrection du Palatinat
La bataille de Kirchheimbolanden est la première bataille de l'insurrection du Palatinat. Elle a lieu le 14 juin 1849 près de Kirchheimbolanden et se termine par la défaite des francs-tireurs contre les troupes prussiennes.

## Contexte
Le mouvement révolutionnaire de mars dans les États membres de la Confédération germanique conduit à l’élection du Parlement de Francfort comme première instance représentative. Le 28 mars 1849, ce parlement proclame une constitution pour l'Empire allemand, qui prévoit la forme de gouvernement d'une monarchie constitutionnelle héréditaire. Le roi prussien Frédéric-Guillaume IV rejette la couronne impériale offerte. Le 23 avril, le roi de Bavière Maximilien II et son gouvernement rejette la constitution de l'église Saint-Paul, considérée par la gauche comme un coup d'État.
Le 2 mai, il est décidé de créer un comité d'État de dix membres pour la défense et l'application de la constitution impériale et le 7 mai 1849, le commissaire du pouvoir central pour le Palatinat, Bernhard Eisenstuck (de), légitime le comité de défense de l'État. Le soulèvement de mai à Dresde éclate le 3 mai 1849 et est réprimé par les troupes saxonnes et prussiennes le 9 mai. Le 11 mai, le troisième soulèvement badois commence avec la mutinerie des troupes badoises dans la forteresse fédérale de Rastatt (de).
La demande de soutien du Comité d'État du Palatinat auprès du Bade et de la Hesse est connue le 9 mai à la Hesse rhénane et Franz Zitz (de) et Ludwig Bamberger appellent à la formation d'un corps franc rhénan-hessois. Karl Ludwig Heussner a initialement le commandement militaire. Le corps se rassemble à Wörrstadt et se déplace via Alzey vers Pfeddersheim puis vers Kirchheimbolanden.
Le 11 juin commence l’intervention redoutée du 1er corps d’armée prussien dirigé par Moritz von Hirschfeld. L'avant-garde de sa 1re division dirigée par le major-général Woldemar von Hanneken (de) traverse la frontière du Palatinat sans contestation près de Kreuznach et avance vers le sud.

## Unités impliquées
Du côté du Palatinat, le Corps franc rhénan de Hesse combat sous la direction du Polonais Rouppert, nommé par le général Sznajde. Il s'agit notamment des gymnastes de Mayence et des membres de l'association des travailleurs, qui sont à l'origine environ 1500 hommes et quatre petits canons en fer.
Du côté prussien, l'avant-garde de la 4e division du 1er corps d'armée prussien combat. Celle-ci comprend le bataillon berlinois du 2e régiment de la Garde de Landwehr, le bataillon de fusiliers du 24e régiment d'infanterie, deux escadrons du 7e régiment d'uhlans (de) et deux canons sous les ordres du colonel Gustav von Schleinitz (de).

## Déroulement
Dès le 13 juin, lors d'une reconnaissance des Prussiens près de Morschheim, un affrontement avec une compagnie de francs-tireurs fait un mort et deux blessés
Les insurgés qui sont restés comme avant-poste à Morschheim, contrairement aux ordres, quittent la ville dans la nuit du 13 au 14 juin et retournent à Kirchheimbolanden. L'avancée prussienne est remarquée à Kirchheimbolanden le 14 juin à 5 heures du matin. Une compagnie de fusiliers prussiens occupe d'abord la commune d'Orbis sans combat et continue vers Kirchheimbolanden par le nord-ouest, tandis que la majorité des unités prussiennes attaquent la ville directement par le nord. Un troisième groupe s'avance depuis l'ouest. Une compagnie du Corps franc résiste d'abord aux Prussiens devant la ville, mais se retire après avoir été attaquée de trois côtés. Lorsqu'ils essuient des tirs d'artillerie, la situation des corps francs devient précaire. Comme le major polonais Rouppert, qui commande officiellement l'armée, n'a pris aucune décision, Zitz et Bamberger ordonnent le retrait vers Rockenhausen. Un détachement des tirailleurs de Mayence reste dans le jardin du château pour des raisons inconnues. Une compagnie du bataillon de la Garde de Landwehr prend d'abord la barricade du jardin du château. La Landwehr et les fusiliers entrent bientôt dans le jardin du château par la porte principale. Les irréguliers sont morts au combat, ou sont capturés.
Le corps franc rhénan-hessois se retire ensuite à Neustadt an der Haardt, où il s'unit au bataillon d'armée populaire Schlinke et au corps Blenker et traverse avec toute l'armée révolutionnaire du Palatinat restant le 18 juin le pont du Rhin de Knielingen jusqu'à Baden. Le 20 juin, le corps franc de Hesse rhénane est dissous.
Le prince de Prusse, commandant en chef de toute l'armée chargée de réprimer la révolution dans le Palatinat et en Bade, accompagne le 4e division et félicite personnellement ses troupes après la bataille.

## Commémoration

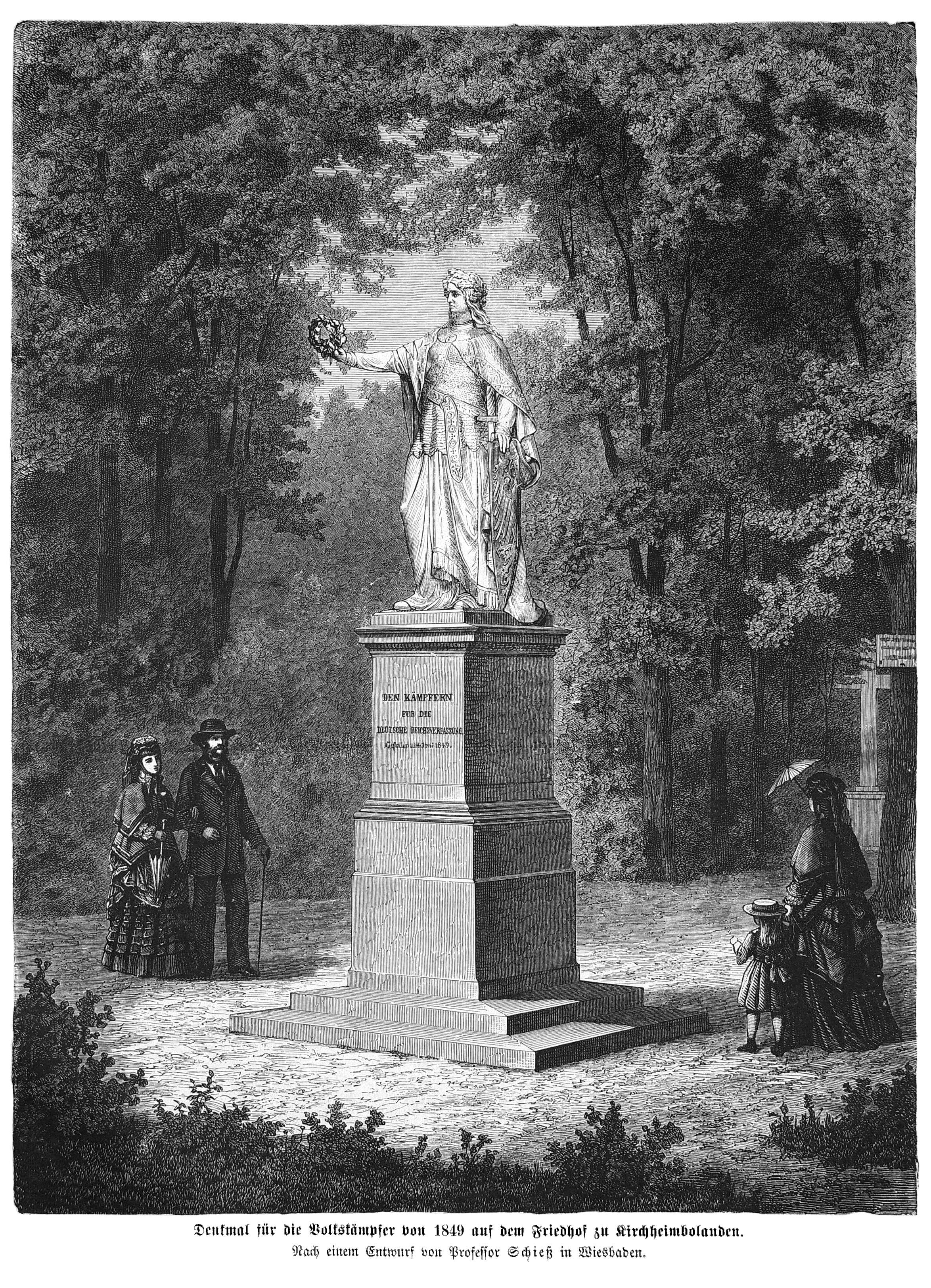
Monument aux combattants populaires de 1849 au cimetière de Kirchheimbolanden. D'après une conception du professeur Schieß de Wiesbaden.

Le 16 juin 1872, un mémorial aux irréguliers tombés le 14 juin 1849 est inauguré au cimetière de Kirchheimbolanden. Il représente une Germania avec un bouclier d'aigle impérial. Un document portant le texte suivant a été déposé dans le socle :

« Im Jahre 1848–1849 hat die vom deutschen Volke gewählte deutsche Reichsversammlung in Frankfurt a. M. eine deutsche Reichsverfassung auf gesetzlichem Wege berathen und festgestellt, deren Ein- und Durchführung sich jedoch verschiedene deutsche Fürsten gegen den Wunsch und das Wohl des Volkes widersetzten. Die Bevölkerung der bairischen Pfalz und von Baden trat für ihr gutes Recht ein, ihre dafür streitende Volkswehr aber wurde von der Uebermacht der von den Fürsten gegen sie aufgebotenen Heere besiegt und die Hoffnung auf die Schaffung eines einigen, freien deutschen Reichs in damals unabsehbare Ferne hinausgerückt. An diesem Kampfe für sein gutes Recht wurde das pfälzische Volk von vaterlands- und freiheitsbegeisterten Männern und Jünglingen aus der rheinhessischen Nachbarprovinz unterstützt, welche eine Freischaar bildeten, die am vierzehnten Juni 1849 den ersten Kampf gegen eine in die Pfalz einrückende preußische Heeresabtheilung hier in Kirchheimbolanden zu bestehen hatte, wobei die nachstehend Aufgeführten (folgen die Namen) den Heldentod für Freiheit und Vaterland starben und auf diesem Friedhofe ihre letzte Ruhestätte fanden. »